# Lamponoides coottha
Genre
Espèce
Lamponoides coottha, unique représentant du genre Lamponoides, est une espèce d'araignées aranéomorphes de la famille des Lamponidae.

## Distribution
Cette espèce est endémique d'Australie.  Elle se rencontre au Queensland sur le mont Coot-tha et en Nouvelle-Galles du Sud dans la forêt d'État de Stewarts Brook.

## Description
La femelle holotype mesure 7,7 mm et le mâle 4,1 mm.

## Étymologie
Son nom d'espèce lui a été donné en référence au lieu de sa découverte, le mont Coot-tha.

## Publication originale
- Platnick, 2000 : A relimitation and revision of the Australasian ground spider family Lamponidae (Araneae: Gnaphosoidea). Bulletin of the American Museum of Natural History, no 245, p. 1-330 (texte intégral).